# Virginie Arnold
Virginie Sandrine Arnold (* 24. Dezember 1979 in Biscarrosse, Aquitanien) ist eine ehemalige französische Bogenschützin.

## Karriere
Arnold landete einen ersten internationalen Achtungserfolg, als sie als Mitglied der französischen Nationalmannschaft die Goldmedaille im Teamwettbewerb bei den Hallenweltmeisterschaften 2005 gewann. Im Jahr darauf sicherte sich das französische Team mit ihr im Aufgebot bei der WM in Leipzig mit dem achten Platz einen Startplatz bei den Olympischen Sommerspielen 2008 in Peking. Im März 2008 wurde sie französische Meisterin in der Halle. Eine Grippe unterbrach dann ihre Vorbereitungen. Erst im zweiten Anlauf konnte sie sich in der landesinternen Ausscheidung für die Europameisterschaften in Vittel qualifizieren. Dort erreichte das französische Recurveteam den siebten Platz.
Bei ihrem olympischen Debüt in Peking gewann sie zusammen mit Bérengère Schuh und Sophie Dodémont im Teamwettbewerb die Bronzemedaille. Beim vier Tage später angesetzten Einzelwettbewerb scheiterte sie bereits in der 1. Runde an der US-Amerikanerin Khatuna Lorig und landete am Ende auf Rang 40.
Arnold war Sportsoldatin und gehörte den französischen Luftstreitkräften an. Sie startete für den Verein St. Médard Archers des Jalles und trainierte dort bei Martine Laffite.